# Алескеров, Сабир Мамед оглы
Алескеров Сабир Мамед оглы (27 октября 1936, Тифлис — 20 ноября 2020, Баку) — азербайджанский диктор, Народный артист Азербайджанской Республики (1998).

## Биография
Сабир Мамед оглу Алескеров родился 27 октября 1936 года в Тбилиси. В 1961 году окончил Азербайджанский педагогический институт русского языка и литературы.
Сабир Алескеров, начавший работать в Гостелерадио Азербайджана, в 1966—1972 годах был главным диктором радио, в 1972—1990 годах — телевидения, в 1990—2006 годах работал заведующим отделом дикторов. Был ведущим информационных программ «Хябярляр», «Сяадят», «Гюнюн нябзи», «Сяфа» и других программ.
Сабир Алескеров скончался 20 ноября 2020 года.

## Награды
- Заслуженный артист Азербайджанской ССР — 8 мая 1990 г.
- Народный артист Азербайджана — 4 ноября 1998 г.
- Персональная пенсия Президента Азербайджанской Республики — 5 июля 2003 г.[3]